# Lego Harry Potter: Years 5–7
Lego Harry Potter: Years 5-7 (с англ. — «Lego Гарри Поттер: Годы 5-7») — компьютерная игра в жанре аркады, разработанная Traveller’s Tales. Игра выпущена 11 ноября 2011 года в США и 18 ноября в Европе; издателем выступил Warner Bros. Interactive Entertainment. Версия игры для OS X была выпущена компанией Feral Interactive 7 марта 2012 года. Сюжет игры основан на трёх последних книгах и четырёх фильмах о Гарри Поттере — «Орден Феникса», «Принц-полукровка» и «Дары Смерти». Игровой процесс и графическое оформление выполнено в стиле предыдущих LEGO-игр компании Traveller’s Tales.

## Игровой процесс

### Локации
Замок Хогвартс становится немного больше, чем в Lego Harry Potter: Years 1-4. Некоторые локации Хогвартса были заменены новыми. Появилась возможность покинуть Хогвартс и перейти в Хогсмид. С помощью Хогвартс-экспресса можно прибыть на вокзал Кингс-Кросс, оттуда перейти в Лондон, Дырявый котел, Косой переулок, Лютный переулок, Королевский лес Дин и некоторые другие локации. Во всех этих локациях можно найти новых персонажей, золотые блоки и красные посылки (которые доставляются впоследствии совами на второй этаж «Дырявого Котла»), с помощью которых можно открыть предметы из списка «Дополнительно».

### Палочки
- Бузинная палочка отличается видом от обычных.
- У Хагрида и Люциуса Малфоя вместо палочек зонт и трость соответственно.

После прохождения уровня, открывается режим «Свободная игра», в котором данный уровень можно пройти любым открытым персонажем. На каждом уровне можно найти трёх персонажей, четыре части герба Хогвартса и студента в опасности. Всего за каждый уровень можно получить 4 золотых блока. При прохождении всех 24 уровней открывается бонусная миссия.

### Персонажи
Для игры доступны все персонажи, фигурировавшие в оригинальных фильмах. Чтобы разблокировать персонажа, необходимо найти его портрет, а после — купить в магазине мадам Малкин в Косом переулке. В начале игры доступно лишь три персонажа — Гарри Поттер, Рон Уизли и Гермиона Грейнджер. Всего можно открыть 200 персонажей, включая альтернативные костюмы.

## Разработка и выход
Игра была официально анонсирована в мае 2011 года.
В 2016 году игра была выпущена вместе с приквелом на приставке PlayStation 4 в составе сборника Lego Harry Potter Collection, а также для портативных устройств с системами iOS и Android. В 2018 году сборник вышел на консоли Nintendo Switch и Xbox One. 1 сентября 2024 года был анонсирован порт сборника для консолей девятого поколения и ПК с датой выхода 8 октября этого же года.

## Критика
| Сводный рейтинг    | Сводный рейтинг                                                                                         |
| Агрегатор          | Оценка                                                                                                  |
| ------------------ | --- |
| GameRankings       | PS3: 78,71 % X360: 76,86 %                                                                              |
| Metacritic         | (X360) 77/100 (PS3) 76/100 (PC) 80/100 (Wii) 76/100 (DS) 69/100 (3DS) 71/100 (Vita) 64/100 (iOS) 71/100 |
| Иноязычные издания | |
| Издание            | Оценка                                                                                                  |
| Game Informer      | 7,5/10                                                                                                  |
| GameSpot           | 8/10 |
| GamesRadar+        | [ 17 ]                                                                                                  |
| GameTrailers       | 8,2/10                                                                                                  |
| IGN                | 8/10 |
| OXM                | 7,5/10                                                                                                  |
| VideoGamer         | 8/10 |
| The Guardian       | [ 22 ]                                                                                                  |
| The Escapist       | [ 23 ]                                                                                                  |

Игра в целом получила «положительные» отзывы.